# Arctosa emertoni
Arctosa emertoni är en spindelart som beskrevs av Willis J. Gertsch 1934. Arctosa emertoni ingår i släktet Arctosa och familjen vargspindlar. Inga underarter finns listade i Catalogue of Life.